# NGC 1187
NGC 1187 är en stavspiralgalax belägen ungefär 60 miljoner ljusår från jorden i stjärnbilden Eridanus. Den upptäcktes den 9 december 1784 av astronomen William Herschel.

## Supernovor
Två supernovor har observerats i NGC 1187:
- SN 1982R ( typ I, magnitud 14,4) upptäcktes av A. Muller och O. Pizarro vid La Silla-observatoriet den 24 oktober 1982.[5][1][6]
- SN 2007Y ( typ  Ib-pec, magnitud 17,5) upptäcktes av amatörastronomen Berto Monard den 15 februari 2007.[7][8][9]

## Galleri

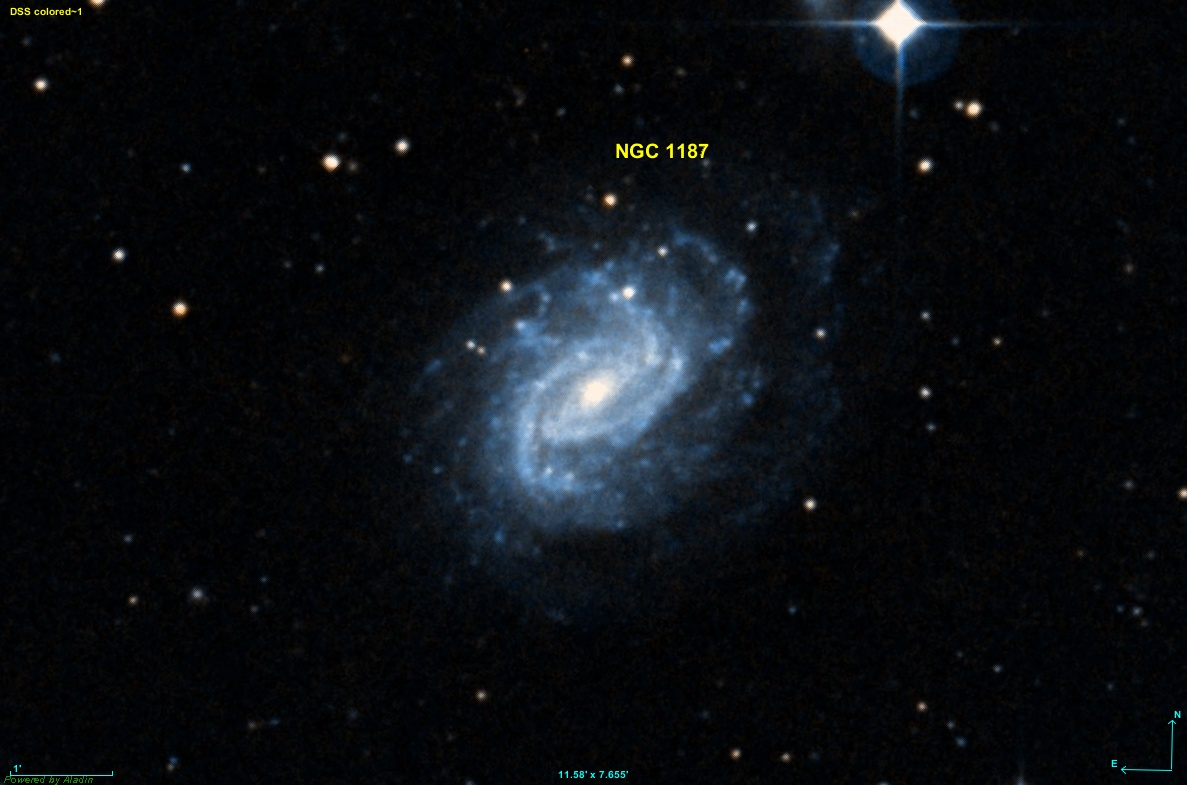
DSS-bild av NGC 1187.
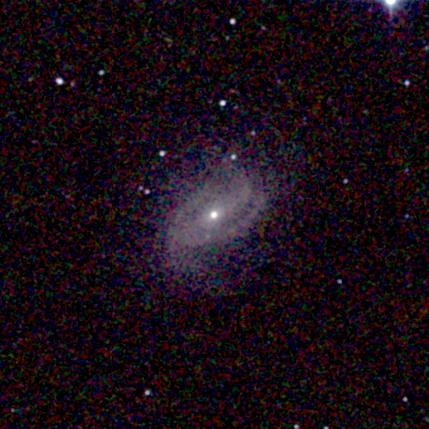
NGC 1187 av 2MASS
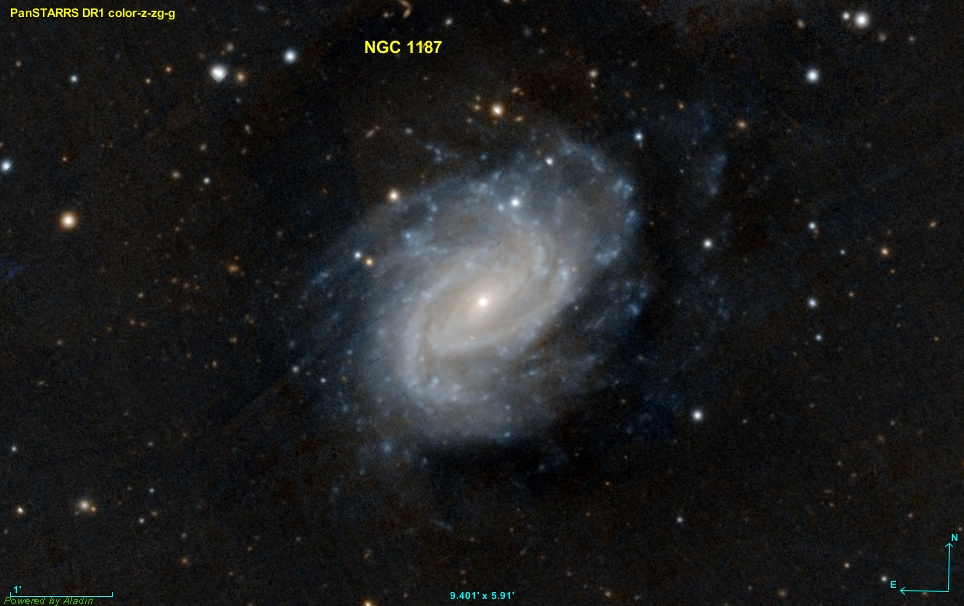
NGC 1187 av Pan-STARRS
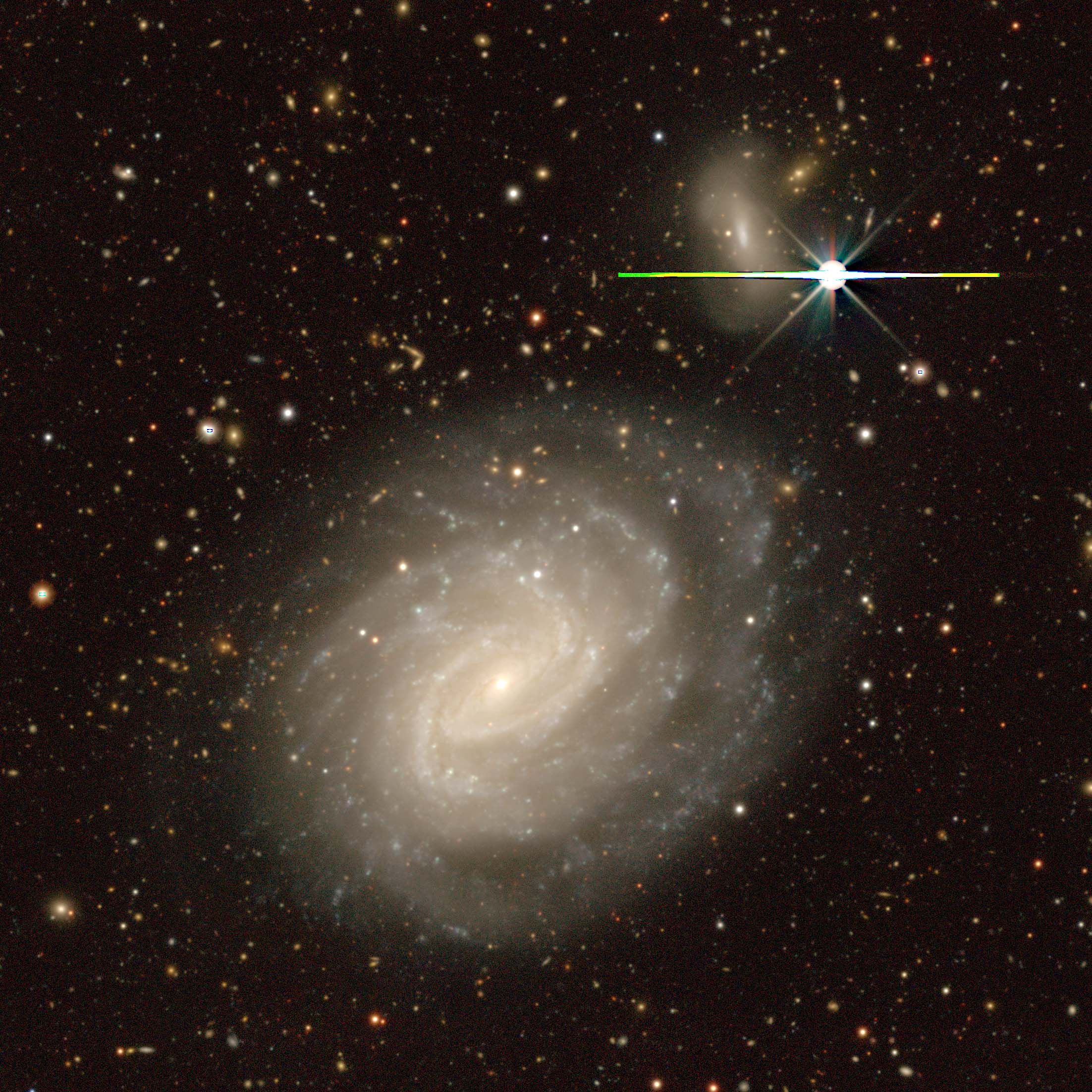
NGC 1187 och ESO 480-20 (överst, bredvid stjärnan HD 18967) med de äldre kartläggningarna